# 篠崎愛
篠崎 愛（しのざき あい、1992年〈平成4年〉2月26日 - ）は、日本のグラビアアイドル、歌手、YouTuber。アイドルグループ「AeLL.」のメンバーである。

## 略歴
1992年（平成4年）2月26日、東京都に生まれる。
2002年6月、アイドルに憧れて「ハロー!プロジェクト・キッズ オーディション」に応募。モーニング娘。の「I WISH」を歌う。
2006年、14歳（中学3年生）の時にグラビアアイドルとしてデビューした。女子中学生専門のグラビア雑誌『Chu→Boh』（楽楽出版）の看板娘として人気を博す。
2007年6月、『週刊ヤングジャンプ』（集英社）の読者投票型アイドルオーディション「制コレGP」で準グランプリを獲得。また、ドラマ『24のひとみ』（TBSテレビ）で女優デビューを果たす。
2008年、シングル「M」をリリースし、歌手デビューを果たす。
2010年、所属事務所をマーブルから「シャイニングウィル」へと変える。

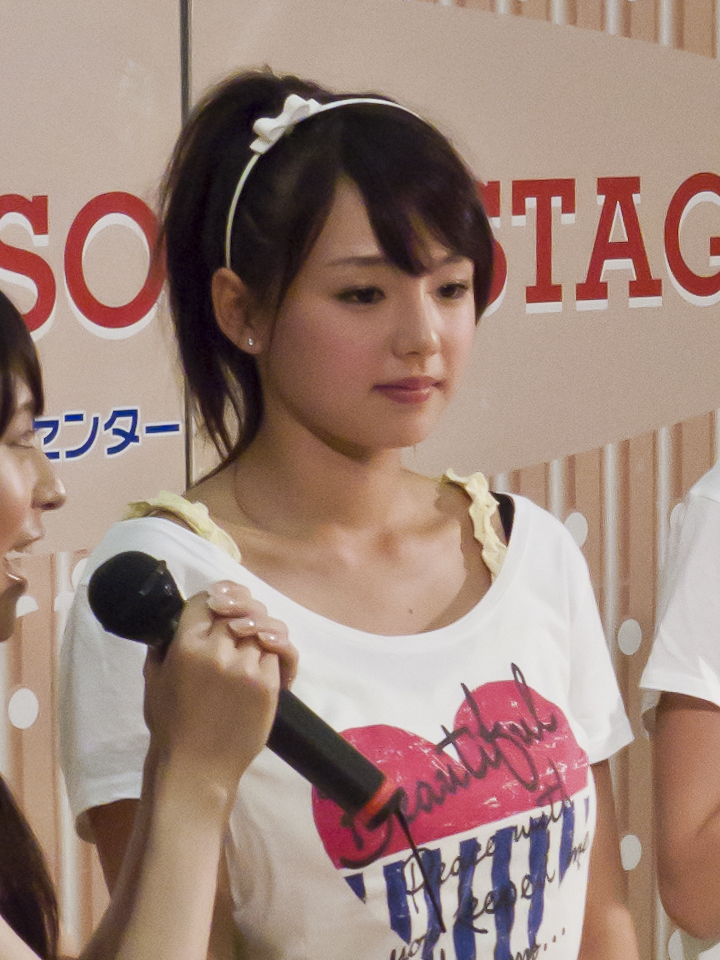
2011年撮影

2011年1月、4人組アイドルユニットである「AeLL.」メンバーとしても活動を開始。同年、『ヤングアニマル』（白泉社）で2011年度ミスヤングアニマルグランプリを獲得。11月には、初の主演映画『パンツの穴 THE MOVIE 童貞喪失ラプソディ』が公開された。
2013年、イメージDVD『Ai's Origin』が、『ランク王国』（TBSテレビ）が選ぶ「2013年間アイドルDVD売上げTOP10」で1位を獲得。
2015年4月、プライベートレーベル「L's Shit recordings」より、デビューシングル「A-G-A-I-N」をリリースし、ソロ歌手として活動を開始。
2016年、韓国の雑誌『MAXIM KOREA』（2016年2月号）の表紙を飾る。発売前の予約で品切れになり（同誌の歴史上唯一）、「品切れ女」として話題になる。

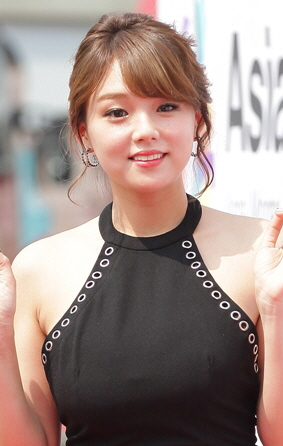
2017年撮影

2018年12月、契約満了により「シャイニングウィル」を退所。
2020年、『MAXIM KOREA』が選ぶ「歴代表紙ランキング」で1位に選ばれる。これは同誌が創刊200号を記念して歴代の表紙モデルから選定したもの。同年3月、オフィシャルサイトを開設。6月より株式会社IMOと業務提携を締結。
2021年9月24日発売の『FRIDAY』（講談社）で、約4年ぶりにグラビア復帰。
2024年10月12日、横浜水上警察署の一日警察署長を務める。

## 人物
- 好きな食べ物はスルメ、いちご味のポッキー、から揚げ、たこ焼き、ハンバーグ、うどん[19]、小籠包[20]、餃子、カレー[21]。嫌いな食べ物はセロリ、納豆、梅干し[19]。
- 得意料理はクリームパスタ[22]。
- 学生時代の得意な教科は家庭科で、苦手な科目は理科と社会[19]。
- 趣味は歌うこと（一人カラオケとする文献もある[23]）で、絢香の「三日月」を歌った際、絢香に歌声が似ていると言われたことがある[19]。
- 特技はバレーボール[23]。
- 胸が大きくなり始めたのは小学生の頃[24]。写真で自分の胸を見ると「でか、って思う。なんか丸い。横にデカイし張ってる感じがする」という。また「もう少し小さくてもよいと思う」とも語っている[25]。

### エピソード
- 2011年5月18日、この日放送の『ゴレンタン』（フジテレビ系）でウエストを計測したところ71センチだった[26]。ちなみに、2011年4月発行の雑誌によると当時の公称サイズは87-60-88である[23]。
- 2023年3月14日、『篠崎愛写真集　YOUNG CHAMPION 15years Memory』（秋田書店）の発売日当日に、「製作工程上の不備があったため」として出荷停止および回収が発表される[27]。
- 3月20日、同写真集の発売記念イベントを中止することが発表された[28]。篠崎に対して「殺害予告」のメールがあったことから、「安全を最優先にすべき」との判断により、21日と25日に東京、名古屋、大阪の4か所で予定していた同イベントが中止となった[28]。
- 2023年7月22日、『FNS27時間TV 鬼笑い祭』内・明石家さんまのラブメイト10において「サテライトオフィスCMの女性」としてラブメイトに選出された（さんまは篠崎と共演経験があるものの、CM映像と記憶内の篠崎が一致しなかったため）[29]。

### “AKBはウザい”発言について
2013年7月10日、『ナカイの窓』（日本テレビ系）に出演した際、「ぶっちゃけAKB48がウザイ!」という質問に対して、出演者の中で唯一トータライザーのスイッチを押した。「（AKBのせいで他の人の）グラビアの需要が薄くなってきちゃう…『やっぱりちょっとやめて欲しいな』って」とグラビアを本業としていないAKB48のメンバーがグラビアページを席巻している当時の現状に不満を述べ、司会の中居正広から「頑張れよ！応援したくなるよ」と絶賛された。また、同様の発言を2014年5月、『月曜から夜ふかし』（日本テレビ系）にVTRで登場した際にもしており、「AKB48がグラビアアイドルの畑を荒らしている」・「ここ数年グラビアアイドルの需要がすごく減ってきてみんな本当に困ってます」などと本音を語った。これらの発言は世間で波紋を呼んだが、後年になって2013年の『ナカイの窓』での発言については爪痕を残そうとしたつもりが自分一人しか発言スイッチを押さなかったため引っ込みがつかなくなり、話の流れでAKB48のグラビア進出に苦言を呈する形になってしまったことを明かしている。実際にはAKB48のメンバーとはグラビアで体型などが重複していなかったこともあり、特に不満を感じてはいなかったという。

## 出版

### 写真集
- START DUSH!!（2006年7月、彩文館出版、撮影：毛利充裕）ISBN 4-7756-0134-2
- Bon! Bon! Ai-bomb（2007年12月、ぶんか社、撮影：前村竜二）ISBN 978-4-8211-2688-0
- みるく色の愛（2008年5月、アクアハウス、撮影：小塚毅之）ISBN 978-4-86046-114-0
- おっきな愛（2008年12月、学研パブリッシング、撮影：飯塚昌太）ISBN 978-4-05-403784-7
- 恋愛〜renai〜（2009年4月、彩文館出版、撮影：木村晴）ISBN 978-4-7756-0388-8
- ハーティネス〈サブラDVDムック〉（2009年11月、小学館、撮影：西條彰仁）ISBN 978-4-09-103080-1
- 桜サクトキ（2010年5月、彩文館出版、撮影：井ノ元浩二）ISBN 978-4-7756-0479-3 [33]
- 篠崎愛 ラブストーリー（2012年3月、学研パブリッシング、撮影：飯塚昌太）ISBN 978-4-05-606594-7
- 篠崎愛 Love Scenes（2014年9月、小学館、撮影：西條彰仁）ISBN 978-4-09-682096-4
- 結晶（2017年11月1日、講談社、撮影：西條彰仁）ISBN 978-4-06-352864-0
- ヤングチャンピオンセレクション篠崎愛10years Memory（2018年11月30日、秋田書店、撮影：上野勇）ISBN 978-4-253-01099-3
- 篠崎愛写真集 IDEA（2022年2月22日、講談社、撮影：曽根将樹）ISBN 978-4-06-527160-5
- 篠崎愛写真集　YOUNG CHAMPION 15years Memory（2023年3月14日、秋田書店、撮影：中村和孝）ISBN 978-4-253-01120-4

### 電子写真集
- Idol line（ラインコミュニケーションズ）
  - FINAL1/2~愛ワンダーランド（2013年3月8日）
  - FINAL2/2~愛ラブランド（2013年3月8日）
- 「篠崎愛 必撮！まるごと☆」シリーズ（アイロゴス）
  - 愛のおっぱいスゴい!?（2013年4月12日）
  - 元祖☆ロリ巨乳（2013年4月19日）
  - 愛の弾けるおっぱい（2013年5月10日）
  - 大人の階段（2013年5月24日）
  - 圧倒的ロリ乳（2013年5月31日）
  - 愛の爆乳ワークアウト（2013年7月19日）
  - 愛のとろける夏乳（2013年8月23日）
  - あなただけの愛（2013年9月13日）
  - お胸が苦しいの？（2013年9月13日）
  - 愛パイ満タン（2014年2月28日）
  - 愛・メモリアル（2016年1月29日）
  - 愛・メモリアル2（2016年2月5日）
  - MILKY（2019年9月13日）
  - 愛 My Me（2019年9月13日）
  - 【増量版】愛のおもてなし（2020年1月31日）
  - 【増量版】もっと愛して（2020年1月31日）
- デジタル週プレ写真集（集英社）
  - 篠崎愛 ウザいことが多すぎる？（2013年11月1日）
- 爆乳伝説／続・爆乳伝説（2013年11月29日、アイロゴス）

### カレンダー
- 篠崎愛 2023 カレンダーブック（2022年11月2日、集英社）ISBN 978-4-08-908446-5[34]

### 雑誌連載
- ヤングアニマル（白泉社）
  - VS篠崎愛（2011年10月14日 - 2012年9月14日）
  - 篠崎愛のあいナビ（2012年12月28日 - 2013年12月13日）
  - 篠THEキッチン（2014年4月11日 - 2015年3月27日）
- 篠崎愛の楽しいヨーガク♬（2014年11月15日 - 2015年4月15日、INROCK）
- 月刊 篠崎愛（2022年3月22日 - 7月19日、ヤングチャンピオン・別冊ヤングチャンピオン・ヤングチャンピオン烈）

## ディスコグラフィー
「AeLL.」としてのシングル・アルバムは「AeLL.#作品」を参照

### シングル
- M（2008年3月26日、FOR-SIDE RECORDS）
プリンセス プリンセス「M」のカバー
c/w ドキドキ
JUDY AND MARY「ドキドキ」のカバー
- A-G-A-I-N（2015年4月29日、L's Shit recordings） - 31位
1.A-G-A-I-N
Written by Par Westerlund、Lauren Dyson
作詞：カミカオル
2.Rainy blue
作詞・作曲：O-live
※映画『東京闇虫パンドラ』主題歌
3.微熱案内人(Acoustic Piano Version)
作詞・作曲：薔薇園アヴ(女王蜂)
- 売旬 feat. 篠崎愛（2015年5月13日、Sony Music Labels Inc.）
作詞・作曲：薔薇園アヴ(女王蜂)
- 口の悪い女（2016年8月24日、SMR） - 22位
1.口の悪い女
作詞・作曲：福田貴史・若田部誠・丸谷マナブ
2.BAD LOVE
3.快楽主義
- TRUE LOVE（2016年12月7日、SMR） - 23位
1.TRUE LOVE
作詞：leonn、作曲：日比野裕史、編曲：baker
※読売テレビ系アニメ『タイムボカン24』ED
2.Specialすぎて
3.真っ赤隠して
4.愛しい
5.TRUE LOVE (Karaoke ver.)
- Floatin' Like The Moon（2017年9月6日、SMR） - 25位
1.Floatin' Like The Moon
作詞：SUIMI、作曲・編曲：Justin Moretz & Kotaro Egami
2.Moment
3.Floatin' Like The Moon -instrumental-
4.Moment -instrumental-

### アルバム
- EAT 'EM AND SMILE（2015年12月09日） - 23位
- LOVE/HATE（2017年3月22日） - 36位
- YOU & LOVE（2018年4月25日） - 29位

### 未発売
- Play for Free
- 篠崎愛ver. - ぱちんこ新・必殺仕置人の主題歌
  - あかね雲
  - 海
  - 想い出は風の中
  - 旅愁
  - 夜空の慕情
  - やがて愛の日が

## 舞台
- MOTHERマザー〜特攻の母 鳥濱トメ物語〜（2009年12月9日 - 13日、新国立劇場 小劇場）
  - 再演（2010年5月26日 - 30日、天王洲 銀河劇場）
- アリー・エンターテイメントプロデュース『いい日、リストラ』（2010年8月18日 - 22日、シアターグリーン）
- 田中が考え中（2012年4月17日 - 18日、北沢タウンホール）

## フィルモグラフィー

### 映画
- パンツの穴 THE MOVIE 童貞喪失ラプソディ（2011年11月、ジョリー・ロジャー） - 主演・一ノ瀬なるみ 役
- 骨壺（2012年5月、ジョリー・ロジャー） - 佐伯果穂 役
- たいむすりっぷメガネ（2013年8月10日、キャンター） - 主演・橋田藤子 役
- アルプス女学園（2014年9月27日、キャンター） - 小野塚絵里 役
- カマトト（2014年10月4日、キャンター） - 篠原愛 役
- 東京闇虫パンドラ（2015年4月4日、エクセレントフィルムズ） - 主演・鬼塚結衣 役
- みんな!エスパーだよ!（2015年9月4日、ギャガ） - 書店の店長ケイコ 役

### DVD
- Skip 篠崎愛（2006年8月25日、彩文館出版）SBKD-0003
- 愛 LOVE YOU（2006年9月27日、トラフィックジャパン）TSDB-41422
- 愛しのピーチパイ（2006年11月22日、エアーコントロール）KQT-081
- Pure Smile（2007年2月23日、竹書房）TSDB-41110
- あいの島から…（2007年5月25日、GPミュージアムソフト）DMSM-7169
- LOVEちゃん（2007年8月24日、竹書房）TSDV-41142
- Balloooooon（2007年11月30日、ぶんか社）BKVD-00260
- ONE（2008年2月22日、スパイスビジュアル）
- みるく色の愛（2008年5月23日、スパイスビジュアル）
- 愛-Link 〜あいりんく〜（2008年8月22日、イーネット・フロンティア）
- おっきな愛（2008年12月17日、学研パブリッシング）
- 愛いっぱい。（2009年2月20日、ラインコミュニケーションズ）
- 恋風（2009年2月20日、ラインコミュニケーションズ）
- 「愛」がんばってます!（2009年5月22日、彩文館出版）
- フラウ（2009年8月28日、竹書房）
- スール（2009年8月28日、竹書房）
- 約束〜北海道遠距離恋愛〜（2009年11月27日、イーネット・フロンティア）
- 晴れ!!（2009年11月27日、イーネット・フロンティア）
- Beach Angels 篠崎愛 in 奄美大島・加計呂麻島（2010年2月24日、バップ）Blu-ray Disc版も同時発売 [35]
- 桜サクコロ（2010年5月28日、彩文館出版）
- ラブスポ!（2010年8月27日、竹書房）
- バイト中!（2010年8月27日、竹書房）
- 萌ゆるッ 山ガール!!（2010年9月15日、ポニーキャニオン）
- 篠崎愛 FINAL1/2 〜愛ワンダーランド（2010年11月20日、ラインコミュニケーションズ）
- 篠崎愛 FINAL2/2 〜愛ラブランド（2010年11月20日、ラインコミュニケーションズ）
- 篠崎愛 Special DVD-BOX（2010年11月20日、ラインコミュニケーションズ）
- 篠崎愛 Premium DVD BOX（2011年2月25日、グラッソ）
- 純愛以上（2011年4月27日、イーネット・フロンティア）
- 純情可憐（2011年4月27日、イーネット・フロンティア）
- 恋なんです。（2011年7月28日、リバプール）一般販路は2011年12月22日に発売 Blu-ray Disc版は2014年4月18日に発売
- 甘い果実（2011年9月24日、竹書房）
- Magical Eyes（2011年9月24日、竹書房）
- 恋なんです。 (2011年12月22日、リバプール)
- 「愛」あふれてます!（2011年12月23日、エスデジタル）
- Sweet Love（2012年2月22日、学研パブリッシング）
- 愛のままに…（2012年5月23日、リバプール）Blu-ray Disc版は2013年11月22日に発売
- 愛モーション（2012年6月22日、リバプール）Blu-ray Disc版は2014年9月19日に発売
- Ai's Origin（アイズ・オリジン）（2013年9月20日、shining-will）
- YOUR Ai's ONLY（ユア・アイズ・オンリー）（2014年3月20日、shining-will）
- Lovely（2014年10月17日、shining-will）
- HOLIDAY（2015年5月29日、shining-will）
- Reality（2015年10月8日、shining-will）

### PV
- サムライ＆ドラゴンズ（2012年）
- A-G-A-I-N（2015年）

### ゲーム
- 篠崎愛「M」時計アプリ（2011年、AXEL MARK INC.）
- グラドルハーレム（2011年、GREE・image.tv）
- 篠崎愛アプリ（2011年、GREE）
- 美人天気 篠崎愛モード（2012年、ドワンゴ）
- グラビア・オーヴァドライヴ（2014年、GREE・Mobage）
- グラビアスティングレイ（2014年、GREE・Mobage）

### テレビ

#### ドラマ
- 24のひとみ（2007年10月 - 2008年3月、TBS） - 篠崎さん 役
- 私が恋愛できない理由（2011年10月17日 - 12月19日、フジテレビ）- 役名・クレジットなし
- 世にも奇妙な物語’23 夏の特別編「小林家ワンダーランド」（2023年6月17日、フジテレビ） - 高瀬美雪 役[36]

#### 歌番組
- MUTOMA（2015年5月13日・20日、テレビ神奈川）
- プレミアMelodix!（2016年8月29日・2017年7月3日、テレビ東京・テレビ九州・テレビ北海道）
- 歌え!昭和のベストテン（2016年11月19日・12月17日・2017年5月 - 、BS日テレ）※不定期で準レギュラー出演
- 三戸なつめのSONG STREET（2016年3月6日 - 9日、毎日放送）
- MBS SONG TOWN（2016年1月28日・3月9日・3月15日・8月18日、毎日放送・長崎放送）
- 関ジャム 完全燃SHOW（2016年6月26日・2017年1月29日、テレビ朝日）
- a-NN♪（2017年9月3日、テレビ愛知）
- 魁!ミュージック（2017年9月、フジテレビ）※9月のマンスリー・アーティスト

#### バラエティ番組
- 2008年!アイドルマニアが選ぶ!必ずブレイクするアイドル（2007年12月28日、日本テレビ）
- グラビアの美少女（2007年、MONDO21）
- Beach Angels（2009年、TBSチャンネル）
- 萌ゆるッ 山ガール!!（2010年7月29日、関西テレビ）
- センスの神様（2011年5月14日、フジテレビ）
- ゴレンタン（2011年5月17日・8月9日、フジテレビ）
- ものまねグランプリ（日本テレビ）
  - 〜ザ・サバイバル〜（2011年10月4日）
- 〜ザ・トーナメント2011（2011年12月27日）
  - 特別編 元気が出る名曲ベスト50 絶品ものまね歌謡祭（2012年2月10日）
  - 最強のコラボレーション&本人が選んだテッパンネタ祭り!!（2012年4月1日）
  - 〜ザ・サバイバル〜2012（2012年9月23日）
  - ザ・トーナメント2012（2012年12月25日）
  - 最強のコラボレーションネタ祭り!豪華ご本人が大集結SP!（2013年3月19日）
- あげテンッ（2012年3月8日・15日、東海テレビ）
- ゴッドタン ファンタジー芸人No.1決定戦（2012年6月16日・23日、テレビ東京）
- アイドル都市伝説 #1（2012年9月5日 - 、アイドル専門チャンネルPigoo）
- “歌まねチャンピオン決定戦”生放送SP（2012年9月13日、日本テレビ）
- ハシゴマン（2012年10月25日、TOKYO MX）
- 篠崎愛のロケっとスタート（2012年11月 - 2013年12月、アイドル専門チャンネルPigoo）
- ゴッドタン 第8回芸能界キレ女塾（2012年11月17日、テレビ東京）
- 帰ってきた!ゲーム王（2012年12月15日、朝日放送）
- 関ジャニの仕分け∞（2012年12月19日・2013年2月9日・9月14日、テレビ朝日）
- ムクワレン大賞（2013年1月2日、関西テレビ）
- ウタガミ（2013年1月11日、フジテレビ）
- 週刊働く人（2013年4月4日 - 9月26日、テレビ東京）
- パチFUN!アイラブ千葉（2013年4月3日 - 7月3日、千葉テレビ）
- battle for money 戦闘中（2013年4月7日・6月30日、フジテレビ）
- カラオケ★バトル 芸能界No.1決定戦2（2013年4月14日、テレビ東京）
- 伝えてピカッチ（2013年6月15日、NHK総合）
- 透波乱波 スッパラッパ（2013年6月22日、日本テレビ）
- THE MUSIC DAY 音楽のちから（2013年7月6日、日本テレビ）
- ミューサタ（2013年7月6日・13日・20日・27日・2014年7月4日・11日・18日・25日、フジテレビ）
- ハマ3（2013年8月12日・13日・14日・15日、フジテレビ）
- run for money 逃走中（2013年9月29日・2014年4月6日、フジテレビ）
- カラオケ得点対決!下剋上カラオケサバイバル（2013年11月22日、テレビ朝日）
- 逃走中・戦闘中でトーク番組やってみた。2 〜やりすぎでしょ委員会〜（2014年1月1日、フジテレビ）
- アグレッシブですけど、何か?（2014年6月11日・18日、広島ホームテレビ）
- 言いにくいことをハッキリ言うTV（2014年7月21日、テレビ朝日）
- お願い!ランキング 2部（2014年8月5日・12月9日、テレビ朝日）
- 志村座（2014年8月6日、フジテレビ）
- オールスター感謝祭'14（2014年10月4日、TBS）
- THEカラオケ★バトル 歌の異種格闘技戦4（2015年2月11日、テレビ東京）
- 木曜スペシャル #26 映像新世紀〜最先端カメラが見た驚異の世界〜（2015年3月19日、BS日テレ）
- MUTOMA（2015年5月13日・20日、テレビ神奈川）
- ガリゲル（2015年6月20日・27日・7月4日・11日、読売テレビ）
- スマイルこれダネッ！2015 新潟・長野おどろきギャップ“なのに”旅（2015年10月23日、NBS長野放送・NST新潟総合テレビ）
- 7つの海を楽しもう！世界さまぁ～リゾート（2015年11月14日、TBS）
- SENSORS（2016年3月5日、日本テレビ）
- 炎の体育会TV 高梨沙羅バラエティ初参戦＆春日水泳部が日本代表SP（2016年3月19日、TBS）
- オールスター感謝祭’16春（2016年4月9日、TBS）
- 吉田山田のオンガク開放区（2016年12月3日 - 31日、テレビ神奈川）
- お願い!ランキング 1部（2016年12月5日、テレビ朝日）
- BOMBER-E（2016年12月13日・2017年4月18日、メ～テレ）
- 二軒目どうする?〜ツマミのハナシ〜（2017年9月2日、テレビ東京）
- amp（2017年9月4日、鹿児島読売テレビ）
- 篠崎愛とJam9の静岡ミになるSP（2017年9月9日、静岡朝日テレビ）
- ナカイの窓 グラビアレジェンドSP（2018年1月17日、日本テレビ）
- コピンクス!2020（2018年2月13日、静岡朝日テレビ）
- BAZOOKA!!!（2018年6月4日、BAZOOKA!!!流 Cool Japan　第1回国民的童顔巨乳コンテスト、BSスカパー!）
- 最強馬券師決定戦！競馬バトルロイヤルSP（2018年9月30日、BSスカパー!）
- ナゼそこ?「路線バス終点の先…“県境の真上”に暮らす秘境人」3時間半SP（2022年2月3日、テレビ東京）
- 肉汁女子会 ～酒とお肉と私たち～（2022年3月31日、スポーツライブ+）
- サテライトオフィス presents 篠崎愛、おなかすいちゃった（2023年11月20日 -、スポーツライブ+）

#### CM
- 大連撃!!クリスタルクルセイド（2013年4月、Mobage）
- サドンアタック（2013年7月、ネクソン）
- AGAスキンクリニック（2015年） - Something ELseの『ラストチャンス』を歌唱。「LOVE/HATE」初回生産限定盤に収録 [37][38]
- サテライトオフィス（2020年 - ）[39][40]

## ネット

### ネット番組
- 時東ぁみの一緒にサーフィン（2011年11月24日、Ustream番組）
- あたらしいみかんのむきかた DVD発売記念イベント（2012年1月14日、ニコニコ生放送）
- 篠崎愛のマンゴー祭り♪（2012年5月7日、ニコニコ生放送）
- アイドル生放送局【月曜日】（2012年5月14日 - 5月28日、ニコニコ生放送）
- 牛角「おいし合い」チャンネル（2013年4月29日、ニコニコ生放送)
- 月刊Gooモータース（2013年11月11日 - 、Gooチャンネル）
- 世界一即戦力な男（2014年1月24日 - 2014年3月28日、フジテレビ+）
- DD.ディスティネーション #8-3（2014年3月1日、テレ朝動画）
- BATICA 4th Anniversary PRE PARTY!（2014年3月30日、DOMMUNE）
- 映画「東京闇虫パンドラ」をいっしょにみよう（2015年4月4日、ニコニコ生放送）
- ニコラジ（2015年4月23日、ニコニコ生放送）
- ニコニコ超会議2015 SANYOブースに遊びに行こう!（2015年4月26日、ニコニコ生放送）
- 生のアイドルが好き（2015年4月27日、ニコニコ生放送）
- Ai Shinozaki「A-G-A-I-N」リリース記念番組（2015年4月27日、2.5D）
- 夢眠ねむと根本宗子のねむねも ♯15（2015年5月11日、LoGiRL）
- 篠崎愛主演番組「AiScream」（2015年6月29日 - 、2.5D）
- ライムスター宇多丸のウィークエンド・シャッフルスペシャルウィーク独占生密着！ 「徹底討論！ 今、オレたちが一番蹴られたいオンナは誰だ!?最高会議！」 (2015年8月29日、ニコニコ生放送）
- エレスト生バトル（2015年11月27日、ニコニコ生放送）
- グ・スーヨンの“現代を生き抜く”（2016年1月23日 - 6月25日、NOTTV）
- 特番！ブチヌキ舟券勝負だ！7時間生放送（2016年3月26日、ニコニコ生放送）
- 篠崎愛の初体験ラボ アブナイ生検証バラエティー（2016年4月13日 - 2018年3月29日、AbemaTV）
- イナズマロックフェス2016 DAY2 出演アーティストMV特集（2016年9月14日、ニコニコ生放送）
- 西川学園高等学校、略してN高！（2017年10月26日、ニコニコ生放送）
- モバイルMMORPG「Thine」広報モデル篠崎愛×BJイセツ合同生放送（2017年11月12日、アフリカTV）
- 篠崎愛 恋する生スタジオライブ（2018年4月25日、ニコニコ生放送）

### Web限定CM
- REC／レック3 ジェネシス（2012年、@nifty映画）
- 夢幻戦紀ドラゴノア（2012年、Mobage）
- エレキングバンド&篠崎愛「充電ラブストーリー」（2015年、ファミリーマート&日産自動車）
- ペプシストロングゼロ「篠崎愛の“鬼ごっこ”」（2015年、サントリー）
- メンズケシミン（2019年、小林製薬）[41]

### ウェブサイト
- 週刊ジョージア「妄想カノジョ」（2014年、KADOKAWA）

### メルマガ
- Magalry（マガリー） Date With Ai♡（2013年2月19日 - 2014年1月31日、GREE）

## ラジオ
- まだまだゴチャ・まぜっ!〜集まれヤンヤン〜（2011年9月3日 - 2012年4月14日、MBSラジオ）
- ゴチャ・まぜっ!火曜日（2012年4月17日 - 2013年4月9日 、MBSラジオ）
- ゴチャ・まぜっ!日曜日（2013年4月21日 - 2014年3月30日、MBSラジオ）
- アッパレやってまーす!火曜日（2014年4月1日 - 、MBSラジオ）
- リッスン? 〜Live 4 Life〜 篠崎愛のおしのびラジオ（2015年2月4日 - 6月22日、文化放送）
- リッスン? 2-3（2015年6月30日 - 9月21日、文化放送）
- サテライトオフィス9時時報（2021年12月1日 - 2022年2月28日、ニッポン放送）
- サテライトオフィス presents 篠崎愛とチュート福田のLOVEクラウド（2022年4月1日 - 、TOKYO FM）